# Efod

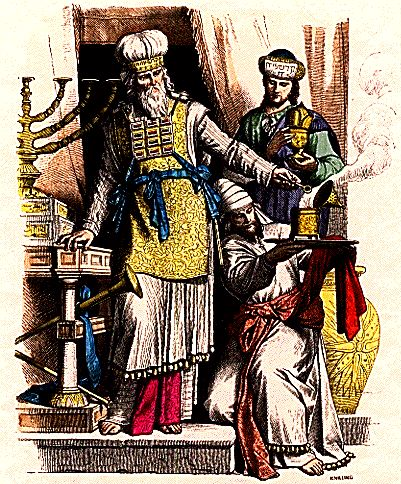
Joodse hogepriester met een efod (geel)

De efod of ephod (Hebreeuws: אֵפוֹד) was volgens de Hebreeuwse Bijbel een uit goud, blauwpurper, roodpurper, scharlaken en getweernd fijn linnen vervaardigd gewaad dat in het oude Israël werd gedragen door de hogepriester. Een uitgebreide beschrijving van de efod staat in Exodus 28 en 39. Het was kennelijk een kledingstuk dat vergelijkbaar is met een hesje of gilet: een pand voor en achter, met verbindingen over de schouders en langs de heupen.
In de Nieuwe Bijbelvertaling heeft een efod verschillende benamingen. De heilige efod van de hogepriester heet in de Pentateuch "priesterschort". Andere efods, niet van de hogepriester, heten in Rechters "priestergewaad" en in Samuel "priesterhemd".
In 1 Samuel 30 vroeg David in Ziklag aan de priester Abjatar om hem de efod te brengen. Blijkbaar had Abjatar de efod meegenomen naar deze Filistijnse stad.

## Borstschild
Volgens Exodus 28:15 e.v. bevond zich op de efod een borstschild of borsttas van hetzelfde materiaal, met daarin de Urim en Tummim. Op de borsttas waren vier rijen van drie edelstenen (waaronder barnsteen, wat eigenlijk geen steen is) in gouden zettingen. In elke steen was de naam van een van de twaalf stammen van Israël gegraveerd. Niet vermeld is welke steen welke stam toont. Van veel stenen bestaan kleurvariëteiten, het staat dus niet vast of de hieronder getoonde kleuren juist zijn.
| robijn    | topaas  | smaragd    |
| granaat   | saffier | aquamarijn |
| barnsteen | agaat   | amethist   |
| turkoois  | onyx    | jaspis     |

## Ander gebruik van 'efod'
Volgens Rechters 8:27 maakte Gideon een efod uit buitgemaakte sieraden, die vervolgens werd vereerd als afgodsbeeld, wat volgens de Bijbel leidde tot Gideons ondergang. Ook in Rechters 17-18 is sprake van een efod. Deze kledingstukken zou men kunnen zien als alternatieven voor de efod van de hogepriester.
Buiten de hogepriester droegen ook gewone priesters een efod. Hoewel in de brontekst hetzelfde woord wordt gebruikt als voor de hogepriester, wordt dit in de NBV "priesterhemd" genoemd en in de NBG 1951 "lijfrok". Voorbeelden hiervan:
- 1 Samuel 2:18: De jonge Samuel droeg dit kledingstuk.
- 2 Samuel 6:14 en 1 Kronieken 15:27: David droeg dit kledingstuk bij de intocht van de ark. Michal verachtte hem om die reden.
- In 1 Samuel 22:18 wordt de term gebruikt om de priesters aan te duiden die door Doëg werden gedood.